# Explosia
Explosia as — виробник вибухових речовин у місті Семтин, Пардубицького краю в Чехії. Заснована у 1920.
Найвідомішим продуктом компанії є пластична вибухівка "Семтекс" (SEMTEX), назва якої була утворена з перших літер міста Семтін та назви виробника — SEMT in + EX plosia. Крім «Семтексу» виробляються також вибухові речовини на основі нітрогліцерину.